# Eva Lutz (Modedesignerin)

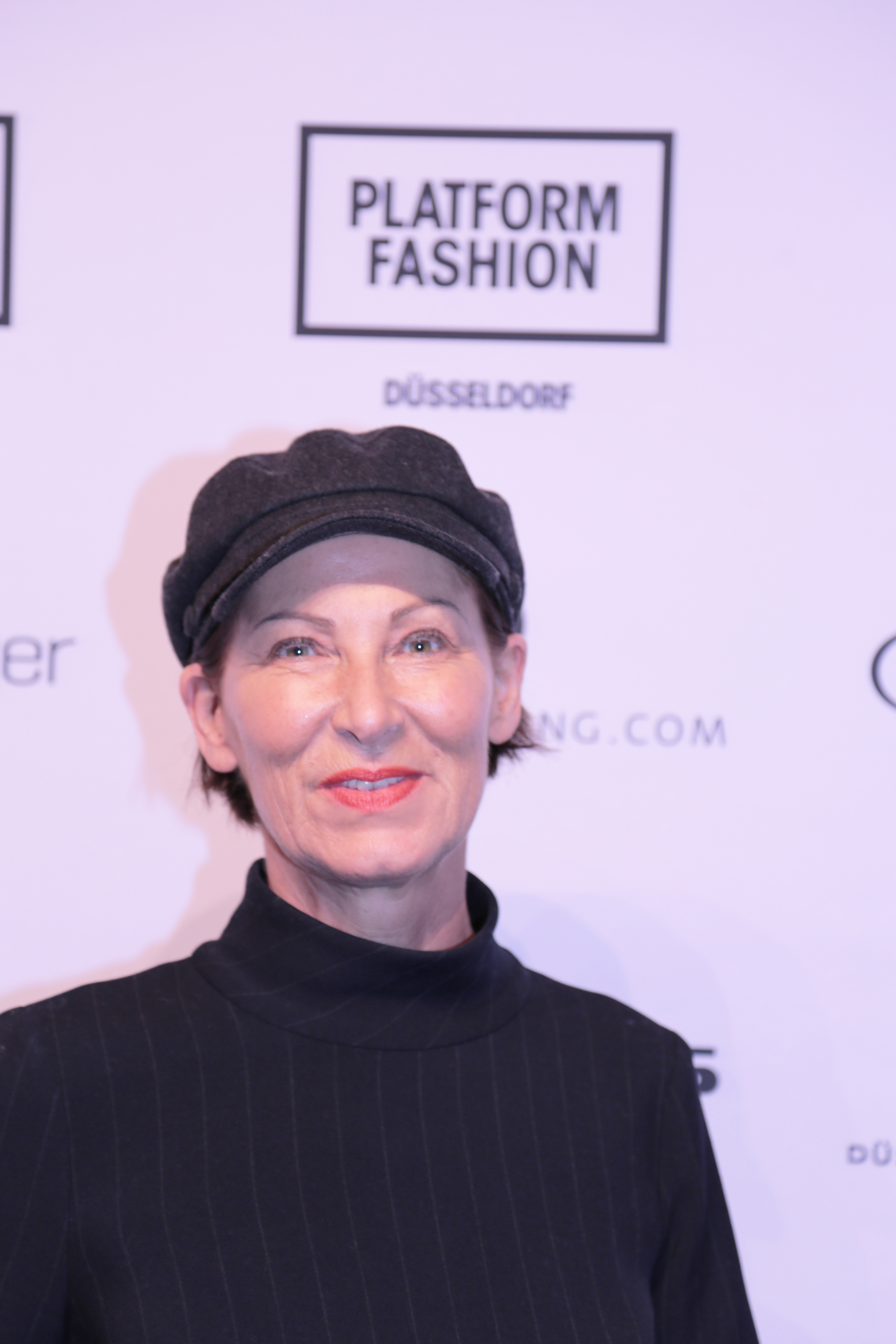
Eva Lutz auf der Breuninger Fashionshow im Jahr 2018

Eva Lutz (* 28. September 1958 in Aub) ist eine deutsche Modedesignerin. Sie entwickelte die Modemarken Minx, Sallie Sahne und Eva Lutz.

## Leben
Eva Lutz wurde am 28. September 1958 in der unterfränkischen Stadt Aub im Landkreis Würzburg geboren. Nach der Schule absolvierte Lutz eine Schneiderlehre und nahm anschließend ein dreijähriges Studium in München auf. Dieses schloss sie im Jahr 1980 als Diplomdesignerin und Beste ihres Jahrgangs ab. Gleichzeitig stieg sie zur Meisterin des Schneiderhandwerks auf. Zunächst arbeitete Lutz als Designerin bei der Firma Basler Fashion in Aschaffenburg. Bereits im Jahr 1981 wurde Lutz Mit-Geschäftsführerin der neu gegründeten Firma Minx in Würzburg. Kurze Zeit später, 1982, verlegte sie zusammen mit ihrem Mann Hanns Arnold und dem Mit-Inhaber Peter Lehmann den Sitz des Unternehmens in den bei Volkach gelegenen Strehlhof, den sie hierfür den Grafen von Schönborn abkaufte.
Lutz gilt als Gründerin der Premium-Modemarke Minx. 2001 entstand ein Logistik-Zentrum im Gewerbegebiet Stadtschwarzach, über das die verschiedenen Einzelhändler beliefert werden. Lutz erweiterte das Angebot des Unternehmens um größere Konfektionsgrößen, welche seit 1989 unter dem Markennamen Sallie Sahne vermarktet werden. 2015 beschäftigte das Unternehmen 80 Mitarbeiter. Die Mode von Lutz wird in den Medien immer wieder als alltagstaugliche Kleidung, die auch auf Laufstegen getragen werden kann, beschrieben. Lutz engagierte sich auch für die Kindernothilfe und sammelte Spendengelder für die Stiftung Sauti Kuu von Auma Obama. Bis 2017 stand Lutz als Mitinhaberin von Minx an der Spitze des Unternehmens. Anschließend betreute sie den Wechsel der neuen Geschäftsführer Philipp von Ilberg und Marcus Kossendey. 2018 zog sich Lutz aus der Unternehmensführung zurück. 2019 wurde sie mit dem „Best Of Fashion Award“ ausgezeichnet. Seit dem Jahr 2021 präsentiert Eva Lutz ihre Modelinie beim Verkaufsfernsehsender QVC. Hier werden die Produkte unter dem Namen Eva Lutz vermarktet.

## Modemarken
Minx

Über die Modelinie Minx (auch Minx by Eva Lutz), die im Jahr 1981 gegründet wurde, verkaufte Lutz Damenkleidung in den Größen 34 bis 46. Im Jahr wurden acht Kollektionen präsentiert. Im Jahr 2004 wurde ein erster Flagship-Store in der Nürnberger Altstadt errichtet, in dem ausschließlich die Modeprodukte der Marke verkauft werden. Der Verkauf wurde ansonsten über Einzelhandelsunternehmen als Vertragspartner abgewickelt. Im Rahmen der „Vogue Fashion’s Night Out“ in Berlin, entstand im Jahr 2015 ein Pop-Up-Store in einem Hotel am Kurfürstendamm.
Im Jahr 1999 begann zusammen mit Sallie Sahne der Verkauf einer Taschen-Produktlinie. Als Models auf der Berlin Fashion Week trugen Franziska Knuppe, Amelie Klever, Luisa Hartema, Larissa Marolt und Rebecca Mir Kleidung von Minx.
Sallie Sahne

Im Jahr 1989 wurde von Eva Lutz die Produktlinie Sallie Sahne entwickelt, über die Damenmode in den Größen 42 bis 54 verkauft wird. 1997 entstand ein Sallie Sahne-Flagshipstore in Nürnberg. Im Jahr 1999 begann zusammen mit Minx einer Taschen-Produktlinie. Auf der Berlin Fashion Week wurden die Models Angelina Kirsch und Aglae Dreyer von Sallie Sahne ausgestattet.